# Els guardians de la nit
Els guardians de la nit (títol en anglès: Night Watch; en rus: Ночной дозор) és una pel·lícula rusa dirigida per Timour Bekmambetov, estrenada l'any 2004.
Es tracta de l'adaptació de la novel·la homònima de Serguei Loukianenko. La segona part de la trilogia va sortir el 2008, amb el títol de Day Watch. Ha estat doblada al català.

## Argument
A Moscou, als nostres dies, l'equilibri establert des de mil·lennis entre les forces de l'Ombra i de la Llum és a punt de trencar-se. Els garants de l'ordre, els Guardians del dia (« Day Watch ») per a les forces de l'Ombra i de la nit (« Night Watch ») per a les forces de la Llum, es considera que protegeixen els seus membres, tots els éssers dotats de facultats sobrenaturals, anomenats « Altres » (ex: vampirs, bruixotes, etc.)
O ha de venir un gran Altre més poderós que farà ballar l'equilibri per sempre per la seva tria entre el bé i el mal. Canviarà així la cara del món per les seves accions.

## Repartiment
- Constantí Khabenski: Anton Gorodetsky
- Vladimir Menchov: Geser
- Valery Zolotoukhine: el pare de Kostya
- Maria Porochina: Svetlana
- Galina Tiounina: Olga
- Iouri Koutsenko: Ignate
- Alexeï Tchadov: Kostya
- Janna Friské: Alisa Donnikova
- Ilia Lagoutenko: el vampir Andrei
- Viktor Verjbitski: Zavulon
- Rimma Markova: Darya Schultz
- Maria Mironova: Irina, la mare de Yegor
- Alekseï Maklakov: Simeon
- Aleksandr Samojlenko: Ilya (Ós)
- Dmitri Martynov: Yegor

## Producció

### Gènesi
Els guardians de la nit és l'adaptació cinematogràfica del primer lliurament d'una sèrie de novel·les russes d'èxit escrites per Serguei Lukiànenko.

### Guió
El film és una adaptació més aviat lliure de les novel·les, de les que agafa els personatges i la intriga general, però alguns elements del film provenen de la segona novel·la, Daywatch, per exemple la primera escena (amb la bruixa Daria) Aquesta es troba al començament de la segona novel·la, però aquí no és Anton el protagonista

### Rodatge
El rodatge va tenir lloc a Moscou.

## Banda original
- Idu ja budu, interpretada per Ilya Lagutenko
- Nochnoj dozor, interpretada per Pavel Kashin
- Net beregov, interpretada per Piknik
- Put' naverh, interpretada per Valery Kipelov
- Vybor, interpretada per Yulij Burkin
- Besy, interpretada per Nautilus Pompilius
- Shadow of Moon, interpretada per Blackmore's Night
- Izmazhemsja, interpretada per Nogu svelo
- Smutnoe vremja, interpretada per Valery Kipelov
- Bud' moej tenju, interpretada per Splin
- Ieroglif, interpretada per Piknik
- Padshij angel, interpretada per Nautilus Pompilius
- Gorodok, interpretada per Voskresenje
- Temnye i svetlye, interpretada per Zhanna Friske
- Nochnoj dozor, interpretada per Umaturman
- Jack, interpretada per TT34
- Shatter, interpretada per Feeder
- Fearless, interpretada per The Bravery
- Rock, interpretada per Pleymo

## Rebuda
El film ha rebut una acollida crítica tèbia, recollint un 59 % de crítiques positives, amb una nota mitjana de 5,9/10 i amb 126 crítiques recollides, en el lloc de crítics Rotten Tomatoes. A Metacritic, obté un resultat de 58/100 sobre la base de 32 crítiques recollides.

## Premis i nominacions
El film va ser seleccionat per Rússia per representar el país en els Oscars 2005.
premis
- Festival internacional del cinema fantàstic de Brussel·les 2005: Corb de plata

nominacions
- Premis del cinema europeu 2005: Millor director